# Бхараты
Бха́раты — арийское племя, упоминаемое в «Ригведе», в частности в 3-й мандале, авторство которой приписывается риши по имени Вишвамитра, принадлежавшему к этому племени.
В гимне 3.33 описывается, как всё племя бхаратов переправляется через реку. Бхарата также используется как одно из имён Агни и как эпитет Рудры («Ригведа» 2.36.8).
В 7-й мандале бхараты — это одно из племён, участвующее в Битве десяти царей (7.18) на стороне царя Судаса и племени тритсу, выигравших битву с помощью Индры и Варуны. Похоже, что позднее бхараты одержали верх в борьбе за власть между различными арийскими и неарийскими племенами.
В древнеиндийском эпосе «Махабхарате» и в Пуранах описывается, что предок бхаратов, император Бхарата, завоёвывает всю Бхаратаваршу. Его обширная империя называется Бхарата.
На сегодняшний день «Бхарат» (भारत गणराज्य, Bhārat Gaṇarājya) — официальное именование Индии на языке хинди.